# Mark Hughes (fotbalista)
Leslie Mark Hughes (* 1. listopadu 1963, Wrexham, Wales, Spojené království) je bývalý velšský fotbalový reprezentant a současný fotbalový trenér.

## Život
Za reprezentaci odehrál 72 zápasů a vstřelil 12 gólů. Během své hráčské kariéry odehrál mnoho let především za Manchester United, ale hrál také za Barcelonu a Bayern Mnichov, stejně jako za anglické kluby Chelsea, Everton, Southampton a Blackburn Rovers, kde v roce 2002 ukončil kariéru. Už před ukončením kariéry začal trénovat. Nejprve od roku 1999 vedl velšskou fotbalovou reprezentaci. S reprezentací se Hughesovi nepodařilo postoupit na Mistrovství světa v roce 2002, ani na mistrovství evropy v roce 2004. V roce 2004 byl jmenován jako trenér Blackburnu, kde vydržel čtyři roky. Potom byl angažován do klubu Manchester City FC, kde však netrénoval moc dlouho, protože s dobrým hráčským kádrem tým neměl moc dobré výsledky a i přes výhru 4-3 nad Sunderlandem byl na konci roku 2009 odvolán. Po sedmi měsíční přestávce se ujal londýnského celku Fulham FC. Ten pod jeho vedením skončil na solidním osmém místě. Po sezóně Hughes ale překvapivě u Fulhamu skončil. V lednu 2012 převzal mužstvo Queens Park Rangers. Od roku 2013 vede Stoke City.